# Adobe Flash Player
Adobe Flash Player byl počítačový program určený pro prohlížení multimediálního obsahu vytvořeného na zastaralé softwarové platformě Adobe Flash.
Flash player byl proprietární multimediální a aplikační přehrávač původně vytvořený společností Macromedia a od její akvizice v roce 2005 vyvíjený a distribuovaný společností Adobe Systems. Flash Player spouštěl soubory SWF, které se vytvářely pomocí Adobe Flash authoring tool, Adobe Flex, Flash Professional, Flash Builder nebo pomocí nástrojů třetích stran, jako byl FlashDevelop. Flash Player podporal vektorovou grafiku, 3D grafiku, vloženou zvukovou, video a rastrovou grafiku a skriptovací jazyk nazývaný ActionScript, který je založen na ECMAScript. Flash Player byl distribuován zdarma a jeho zásuvné moduly byly k dispozici pro každý hlavní webový prohlížeč a operační systém. Společnost Adobe uváděla, že každá verze pluginu byla zpětně kompatibilní, pouze s výjimkou bezpečnostních změn zavedených v rámci verze 10.
Společnost Adobe ukončila podporu aplikace Flash Player k 31. prosinci 2020. Místo aplikace Flash Player podporuje používání otevřených standardů HTML5.

## Adobe AIR
Flash Player je interně používán aplikací Adobe Integrated Runtime (AIR) k poskytování běhového prostředí pro různé platformy pro desktopové aplikace a mobilní aplikace. Společnost Adobe oznámila, že předává podporu a vývoj prostředí AIR na společnost Harman International (součást Samsung Co).